# Chatbotpsychose
Chatbotpsychose verwijst naar de ernstige crises in de mentale gezondheid die mensen kunnen ervaren na overmatig en obsessief gebruik van chatbots. De aandoening wordt gekenmerkt door paranoia, waanstoornissen en een breuk met de werkelijkheid.

## Oorzaken
Chatbots, een toepassing van grote taalmodellen, staan erom bekend dat ze soms hallucineren: onjuiste of verzonnen informatie verspreiden, of samenzweringstheorieën bevestigen. Bovendien ontdekten onderzoekers van Stanford University dat ChatGPT's GPT-4o-model vaak samenzweerderige en zelfverheerlijkende input van gebruikers bevestigt, in plaats van ze tegen te spreken, waardoor gebruikers afglijden in een mogelijke psychose.
Volgens Eliezer Yudkowsky, een beslissingstheoreticus en expert op het gebied van kunstmatige intelligentie, zijn chatbots zoals ChatGPT mogelijk zodanig ontworpen dat ze waanideeën versterken, omdat ze bedoeld zijn om via conversaties een relatie met de gebruiker te simuleren, wat sommige mensen verslaafd maakt. Daarnaast weten de makers van chatbots niet precies waarom ze zich op een bepaalde manier gedragen. Sommige cultuurwetenschappers vragen zich echter af of chatbots niet enkel als trigger fungeren, en in feite wijzen op een diepere maatschappelijke onvrede.

## Voorbeelden
Een extreem geval was dat van een 35-jarige man uit Florida met een bipolaire stoornis en schizofrenie, die werd doodgeschoten door de politie nadat een door ChatGPT aangedreven waanidee hem ervan overtuigde dat een AI-personage was gedood. Uit wraak beraamde hij geweld tegen OpenAI-managers.
Meerdere gebruikers van ChatGPT hebben ook ervaringen van "spirituele psychose" gemeld, waaronder aanbevelingen van de chatbot om misbruik te maken van substanties zoals ketamine, of om gevaarlijke acties te ondernemen, gebaseerd op valse vooronderstellingen.